# Laódice (filha de Seleuco IV Filopátor)
Laódice foi uma filha de Seleuco IV Filopátor e esposa de Perseu da Macedónia.
Perseu da Macedónia se aliou com Seleuco IV Filopátor, casando-se com sua filha. Para o casamento de Perseu, a noiva foi levada pela frota de Rodes. O nome da noiva de Perseu, levada pela frota de Rodes, era Laódice.